# Bohrsäule

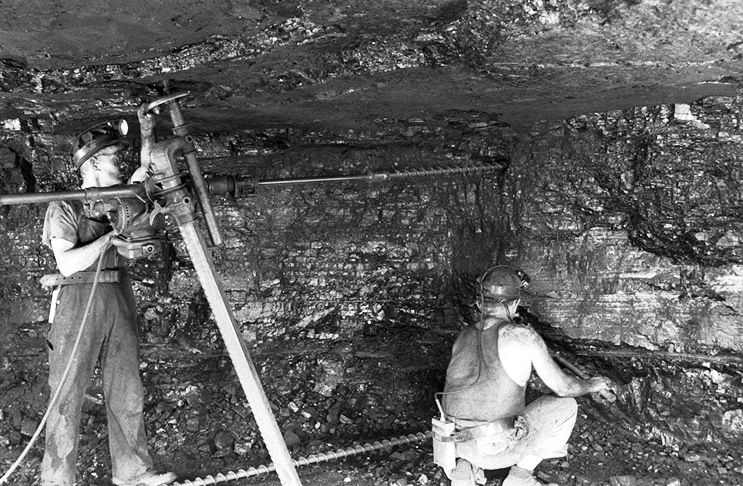
Bohrsäule im Einsatz

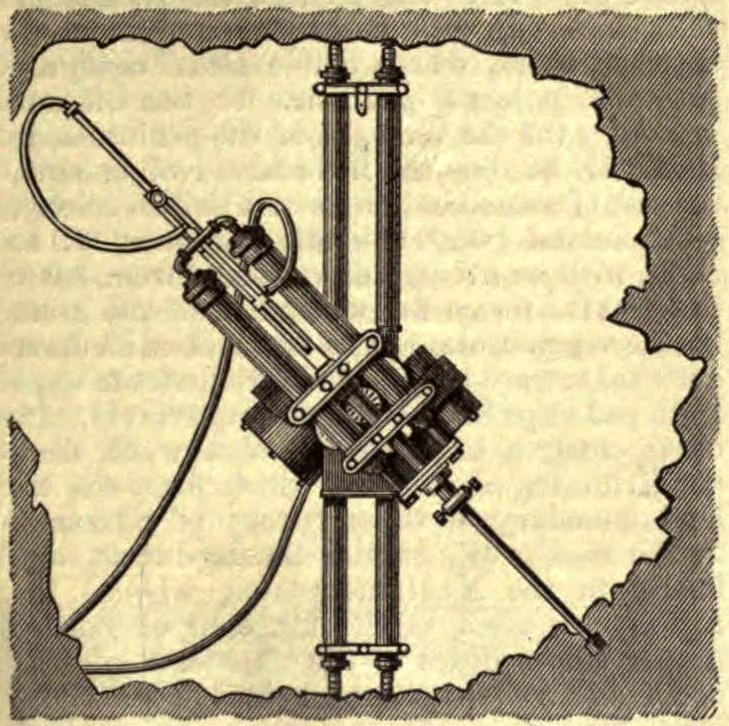

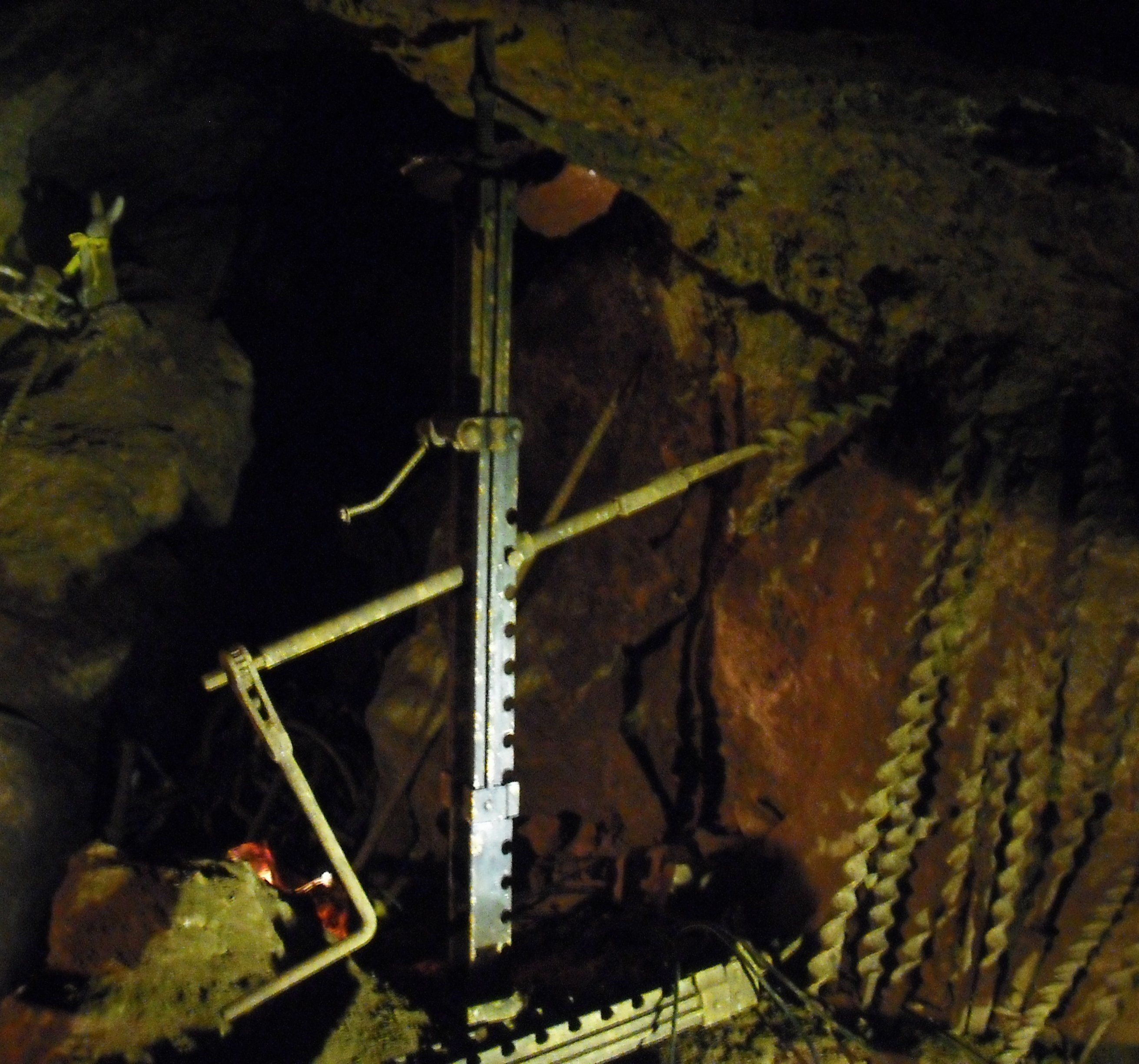

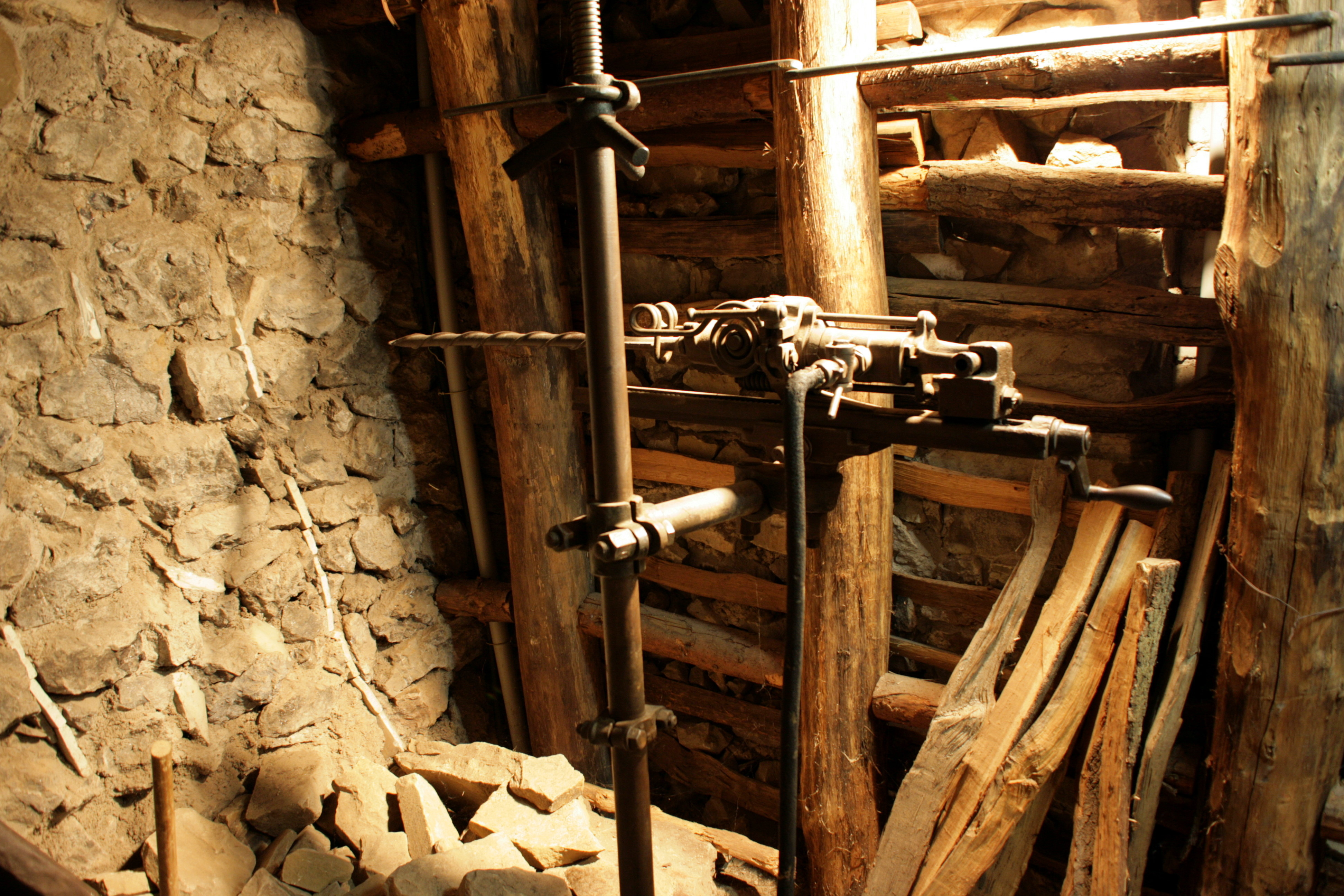

Bohrsäulen sind Bergbaugeräte, die Gesteinsbohrmaschinen tragen. Sie werden zwischen Sohle/Liegendem und Firste/Hangenden verspannt. Die Bohrmaschinen sind auf einer Lafette gelagert und werden auf dieser entweder manuell oder maschinell verschoben. Bohrsäulen funktionieren sowohl mit Dreh- als auch mit Schlagbohrmaschinen (Bohrhämmern).